# إيفيلين بريان جونسون
إيفيلين بريان جونسون (بالإنجليزية: Evelyn Johnson)‏ هي طيارة أمريكية، ولدت في 4 نوفمبر 1909 في كوربن في الولايات المتحدة، وتوفيت في 10 مايو 2012 في موريستاون في الولايات المتحدة.